# Viola ruppii
Viola ruppii är en violväxtart som beskrevs av Heinrich Gottlieb Ludwig Reichenbach. Viola ruppii ingår i släktet violer, och familjen violväxter. Inga underarter finns listade i Catalogue of Life.